# Parc national Yaxhá-Nakum-Naranjo
Le parc national Yaxhá-Nakum-Naranjo est un parc national du Guatemala, situé dans le département du Petén et créé en 2003.
Il englobe plusieurs sites de la civilisation Maya, notamment Yaxha, Naranjo et Nakum.
Le parc est également reconnu site Ramsar depuis 2006,.